# Isla Somerset (Bermudas)
La isla Somerset (en inglés: Somerset Island) es una de las principales islas de la cadena que conforma las Bermudas. Se encuentra en el extremo oeste del territorio, y cubre 2,84 kilómetros cuadrados. Comprende alrededor de la mitad de la parroquia de Sandys, y es la más grande de una cadena de islas que se extienden a lo largo de la costa noroeste de grupo. El pueblo de Somerset se encuentra en la parte norte de la isla, y está conectado a la Isla Booz en el noreste y con la parte continental de Bermudas, en el sur por una serie de puentes (el último de ellos el histórico Puente de Somerset).
La costa de la isla de Somerset incluye varias bahías, en particular los manglares de la Bahía en el noreste y un puerto natural, el Puerto de Ely, en el suroeste. Otras características de la isla incluyen a Daniel's Head (la cabeza de Daniel), el punto más occidental de la isla, y el histórico Fuerte Scaur.